# Linia 9 metra w Szanghaju
Linia 9 – linia metra w Szanghaju, która działa głównie na osi wschód-zachód. Linia biegnie od Songjiang Xincheng w dzielnicy Songjiang do Yanggao Zhong Lu w Pudong.